# Wapen van Steenbergen

Wapen van Steenbergen

Het wapen van Steenbergen is het wapen van de Noord-Brabantse gemeente Steenbergen.
Het wapen  is als zodanig erkend sinds 16 juli 1817. Ook na de fusie met de voormalige gemeente Dinteloord en Prinsenland en Nieuw Vossemeer in 1997 is het het wapen gebleven voor de nieuwe gemeente Steenbergen. Op 30 oktober 1997 besloot de raad van de gemeente Steenbergen om het oude wapen van de oude gemeente Steenbergen te blijven voeren. De stad Steenbergen voert sinds de fusie het wapen zonder de meerminnen als stadswapen.

## Geschiedenis

Stadswapen

De stad Steenbergen heeft in het begin van de 13e eeuw stadsrechten verkregen, sindsdien voert de stad het wapen dat zij tot op heden voert. Alleen de schildhouder uit de 13e eeuw is vervangen door de twee zeemeerminnen. Deze zeemeerminnen hebben in de loop der tijd verschillende houdingen en posities ten opzichte van het schild gekend. In eerste instantie hielden de zeemeerminnen het schild vast met een lint en hun staarten boven het schild. Sinds 1785 houden zijn het schild met hun handen vast. Met de andere hand houden zij elk een eigen attribuut vast. De heraldische linker (voor de kijker rechts) houdt een spiegel vast, de ander een kam. Rond deze tijd komt ook de baronnenkroon op het wapen te staan, dit staat symbool voor de positie van heerlijkheid of baronie welke Steenbergen heeft binnen de bezittingen van het huis Oranje-Nassau.

## Beschrijving

### Het wapen van 1997
De beschrijving, van het wapen van de gemeente Steenbergen luidt sinds 30 oktober 1997 als volgt: ‘in goud een schuinkruis van keel, in de schildvoet een drietoppige berg van sinopel. Het schild gedekt door een kroon van goud, omwonden met een parelsnoer van vier windingen en gehouden door twee meerminnen van natuurlijke kleur, waarvan de rechtse in de rechterhand een kam van goud houdt; de linkse houdt in de linkerhand een spiegel van azuur, rustende op de linkerschouder. Het geheel rust op een golvende zee van natuurlijke kleur.'

### Het wapen van 1817
Tot 30 oktober 1997 luidde het blazoen als volgt: "Van goud, beladen met een St.Andrieskruis van keel, en verzeld en pointe van 3 bergen van sinopel, het schild van weerskanten vastgehouden door eene meerminne en gedekt met eene kroon van goud."
In de heraldiek is keel de kleur rood, een schuinkruis heeft de vorm van een x en sinopel staat voor groen. Azuur is de kleur blauw, over het algemeen wordt dat gebruikt daar waar water bedoeld wordt.
Wat in beide blazoenen niet gemeld wordt is dat de kroon geen bladeren heeft maar de vorm van een gouden band met daaromheen een parelsnoer heeft, dat beide meerminnen een gordel van keel dragen en hun staarten de kleur sinopel hebben.